# Europäischer Jugendchor
Der Europäische Jugendchor (englisch European Youth Choir; bis 2024 Eurochoir) ist ein Projekt, das 1982 von der Arbeitsgemeinschaft Europäischer Chorverbände (AGEC) begründet wurde und seit 2011 von der European Choral Association – Europa Cantat weitergeführt wird. Ziel ist die Verbreitung von Chormusik und der kulturelle Jugendaustausch innerhalb der Europäischen Union.
Aus den Mitgliedsverbänden der AGEC werden jährlich bis zu sechzig Sänger im Alter bis zu 30 Jahren zu einem Chor zusammengefasst, der in jeweils einem der Mitgliedsländer probt und auftritt. Die Leitung übernehmen erfahrene Dirigenten und Chorpädagogen. Hauptthema der Auftritte ist die jeweilige musikalische Kultur des Gastlandes, nach der auch die Werke ausgewählt und instrumentiert werden. 
Neben den Proben und Auftritten lernen die Mitglieder auch weitere kulturelle Besonderheiten des Gastlandes kennen. Der gesamte Aufenthalt dauert etwa eine Woche.
Bisherige Auftrittsorte waren:
- 1982: Innsbruck (Österreich)
- 1983: Hamburg (Deutschland)
- 1984: Vaduz (Liechtenstein)
- 1985: Bozen (Südtirol)
- 1986: nicht stattgefunden
- 1987: Arnhem (Niederlande)
- 1988: Berlin (Deutschland)
- 1989: Warschau (Polen)
- 1990: Zeillern / Linz (Österreich)
- 1991: Arnhem (Niederlande)
- 1992: Poeldijk (Niederlande)
- 1993: Koksijde (Belgien)
- 1994: Gwatt / Interlaken (Schweiz)
- 1995: Trossingen / Freiburg i. Br. (Deutschland)
- 1996: Budapest (Ungarn)
- 1997: Bozen (Südtirol)
- 1998: Graz (Österreich)
- 1999: Waldfischbach (Deutschland)
- 2000: Budapest / Visegrád (Ungarn)
- 2001: Olsztyn (Polen)
- 2002: Brügge (Belgien)
- 2003: Berlin (Deutschland)
- 2004: Hitzkirch (Schweiz)
- 2005: Obersiebenbrunn (Österreich)
- 2006: Dresden (Deutschland)
- 2007: Mechelen (Belgien)
- 2008: Brixen (Südtirol)
- 2009: Pomáz (Ungarn)
- 2010: Niš (Serbien)
- 2011: Riva del Garda (Italien)
- 2012: Lomnice nad Popelkou (Tschechische Republik)
- 2013: Pécs (Ungarn)
- 2014: Saintes (Frankreich)
- 2016: San Vito al Tagliamento (Italien)
- 2017: Utrecht (Niederlande)
- 2018: Helsinki / Tallinn (Finnland / Estland)
- 2019: Vaison-la-Romaine (Frankreich)
- 2020: Limerick (Irland; wegen COVID-19-Pandemie abgesagt)
- 2021: Ljubljana (Slowenien)
- 2022: Basel / Flims / Rheinau (Schweiz)
- 2023: nicht stattgefunden
- 2024: Warna / Sosopol / Sofia (Bulgarien)
- 2025: Valencia (Spanien)